# Cronograma (inscripció)
|  | Per a altres significats, vegeu «Cronograma». |

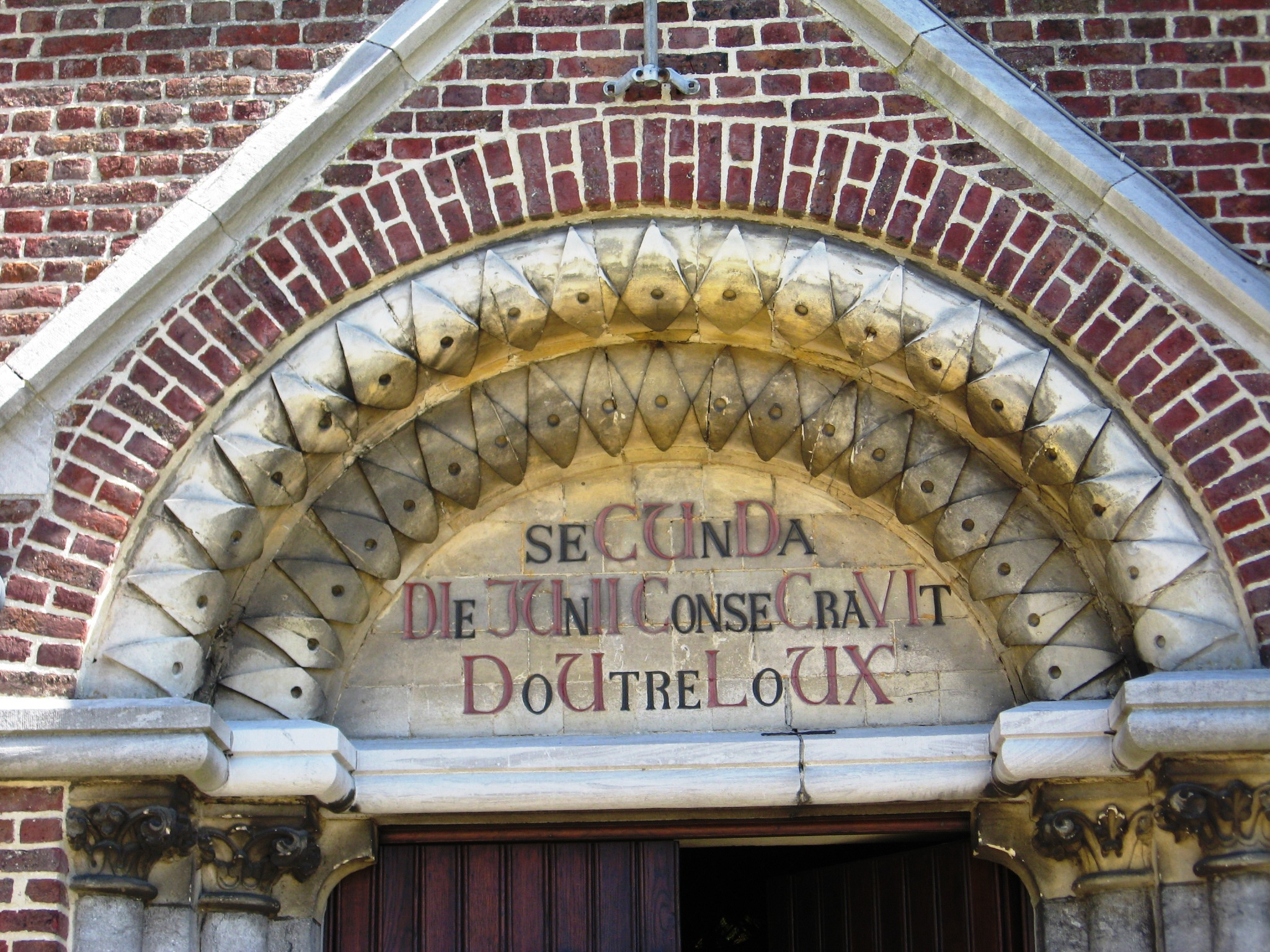
SeCUnDa DIe JUnII ConseCraVIt DoUtreLoUX. Cronograma sobre l'entrada de l'Església de la Mare de Déu de l'Anunciació de Spalbeek (Bèlgica) que expressa l'any 1890.

Un cronograma és una frase o inscripció en què unes lletres específiques, interpretades com a numerals, mostren una data determinada quan es reordenen o es sumen els seus valors. La paraula «cronograma», que significa «escrivint el temps», deriva de les paraules gregues «chronos» (χρόνος, temps) i «grama» (γράμμα, lletra).
Es poden fer cronogrames quan les lletres corresponen a nombres en un sistema de numeració de tipus literal, com ara la numeració romana, grega, àrab, hebrea, etc...
| Sistema de numeració   | Valor de les lletres                                     |
| ---------------------- | -------------------------------------------------------- |
| Numeració romana       | I = 1, V = 5, X = 10, L = 50, C = 100, D = 500, M = 1000 |
| Numeració grega        | α´ = 1, β´ = 2, γ´ = 3, δ´ = 4,...                       |
| Numeració abjad (àrab) | د = 4, ج = 3, ب = 2, ا =1 ,...                           |
| Numeració hebrea       | ד = 4, ג = 3, ב = 2, א = 1, ...                          |

Els cronogrames van experimentar el seu apogeu durant la primera meitat del segle xviii, sent molt populars sobretot a Alemanya i als Països Baixos austríacs. L'aplicació d'aquest tipus de xifrat s'estén per tot Europa i continua fins als nostres dies.

## Ús dels cronogrames
Un cronograma consta de dues capes de text, on s'amaga un valor numèric al text base. Els cronogrames es fan principalment en el moment de l'esdeveniment, però també es poden crear retrospectivament com a registre o record (cultura del record).
Els cronogrames s'apliquen principalment a monuments arquitectònics i artístics, edificis religiosos i seculars, columnes commemoratives, epitafis, làpides, campanes d'esglésies, òrgans, rellotges de sol, monedes, medalles, manuscrits, llibres,.. Unes investigacions han proporcionat la única evidència del món per a l'ús d'un cronograma en un segell dels cavallers imperials alemanys de l'any 1779.

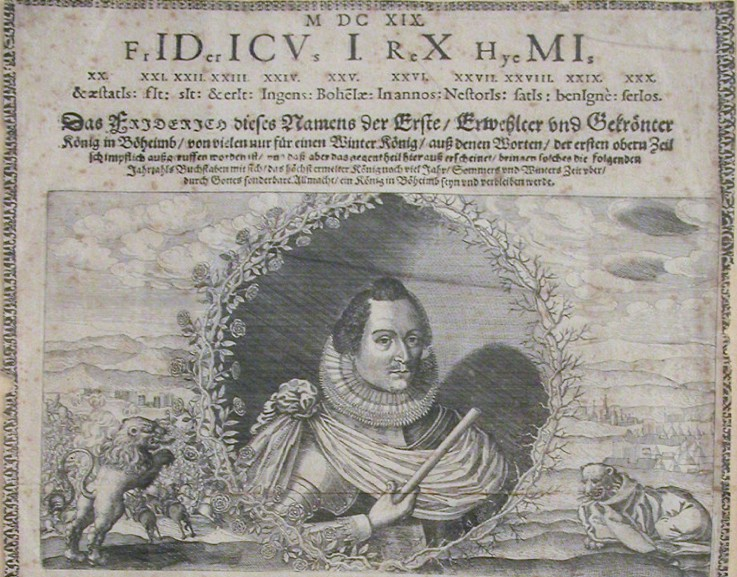
Cronograma en un fullet imperial. FrIDerICVs I reX hyeMIs, 1619
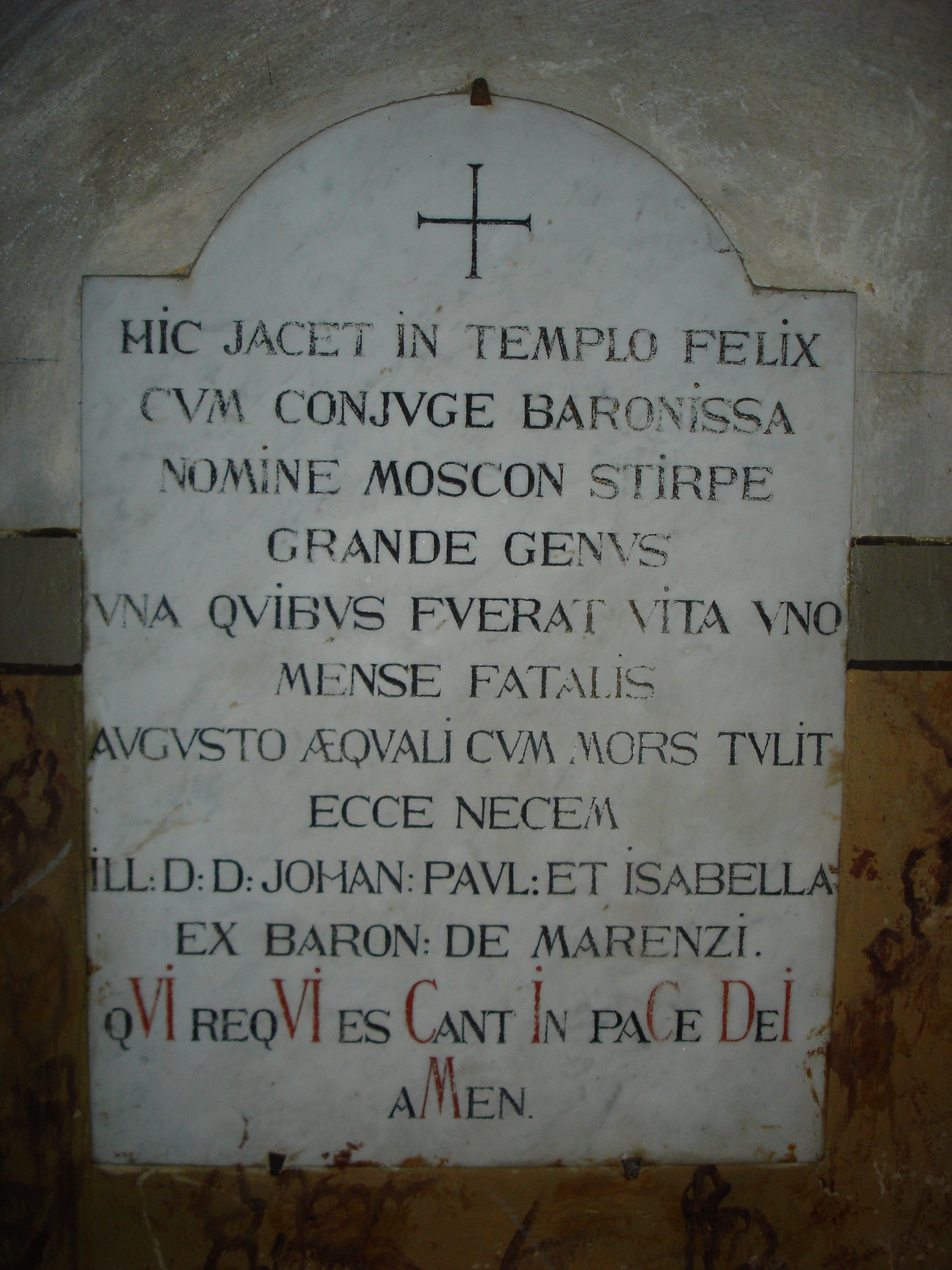
Cronograma en una làpida. qVI reqVIesCant In paCe DeI aMen, 1714
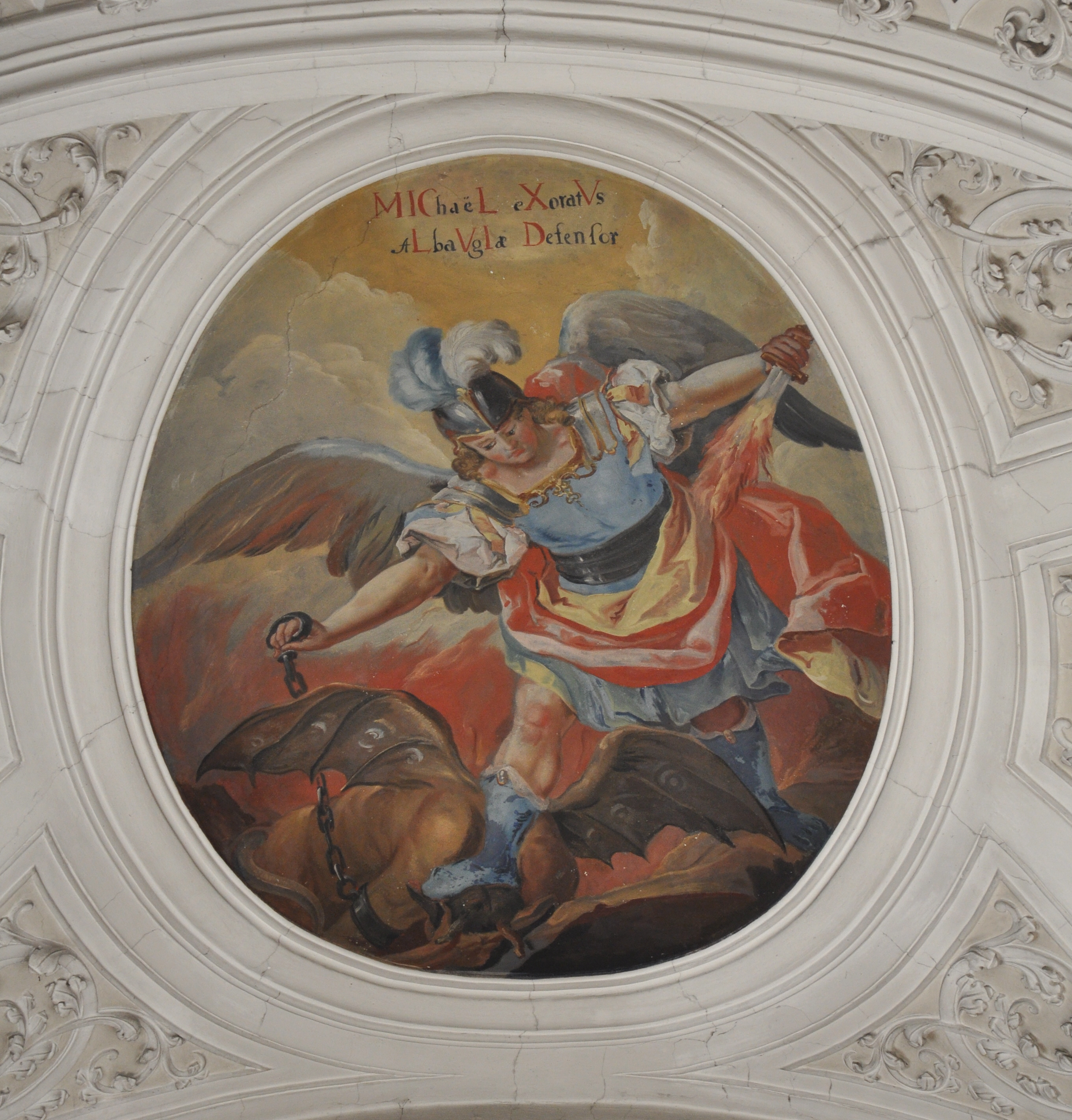
Cronograma en una pintura. MIChaeL eXoratVs aLbaVgIae Defensor, 1722
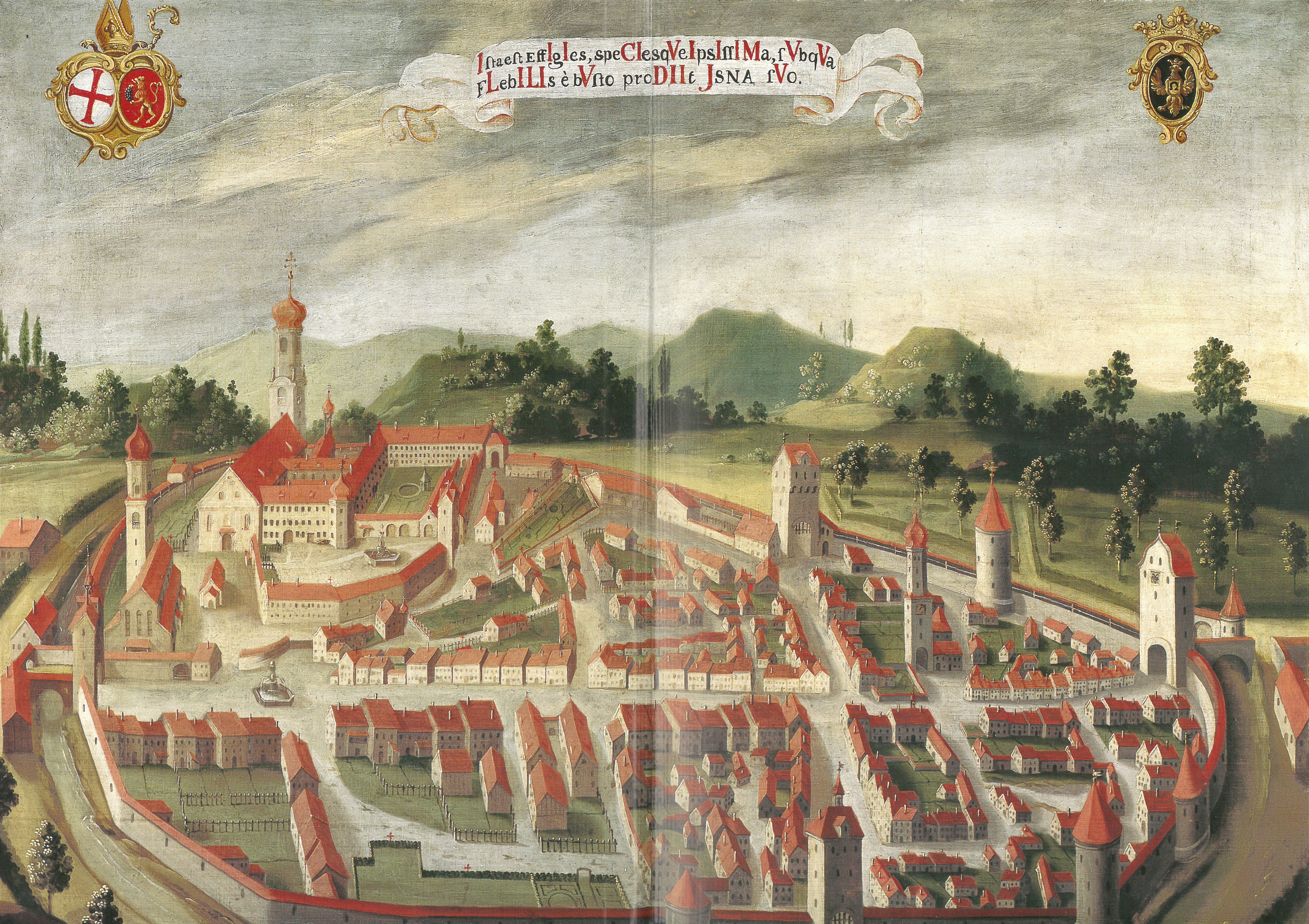
Cronograma en una il·lustració d'un llibre. Ista est effIgIes, speCIesqVeIpsIssIMa, fVbqVa fLebILIs è bVsto proDIIt Isna sVo, 1737

Com a poesia, els cronogrames representen una forma d'entreteniment literari. També es poden fer cròniques i textos amb cronogrames.

## Tipus de cronogrames

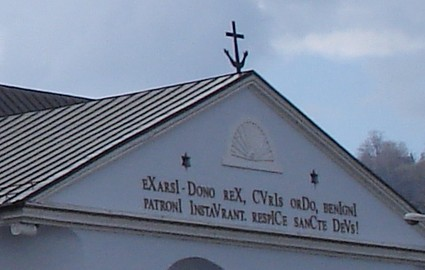
Chronodistichon que indica l'any 1831. Església de l'Esperit Sant, Požega (Croàcia)

- El cronograma pur, cada paraula conté un valor numèric.
- El cronograma impur conté paraules sense un valor numèric («paraules brutes» o «paraules cegues»).
- El cronograma natural mostra tots els nombres en l'ordre numèric correcte (per exemple, AMORE MATVRITAS = MMVI = 2006).
- El pseudocronograma és un text tradicional, majoritàriament religiós, del qual es llegeix un cronograma.
- Els cronogrames escrits en un vers hexàmetre s'anomenen chronostichon.
- Els cronogrames escrits en un vers compost per un hexàmetre i un pentàmetre s'anomenen chronodistichon.

## Cronogrames amb números romans
El valor de les lletres dels cronogrames amb números romans és:
| I | 1 | X | 10 | C | 100 | M | 1000 |
| V | 5 | L | 50 | D | 500 |   |      |

La lletra J es pot comptar com J = I = 1 ; la U com U = V = 5 ; la Y com Y = I + I = 2 ; la W com W = V + V = 10.
Es creu que ja existien cronogrames a l'època de l'Imperi Romà, però encara no s'ha confirmat. A mitjan segle xiv es van idear els primers cronogrames confirmats amb números romans, però es coneixen cronogrames retrospectius que expressen dates anteriors. Els cronogrames van ser particularment populars durant el Renaixement, quan sovint es van utilitzar cronogrames sobre làpides i pedres fundacionals per marcar la data de la celebració de l'esdeveniment. També van ser populars durant el Barroc. El 1711, Joseph Addison va comparar els cronogrames amb els anagrames i els acròstics.
Normalment, els textos dels cronogrames que contenen números romans s'escriuen en llatí, però es poden escriure en qualsevol llengua. Les lletres amb valor numèric se solen destacar (lletres majúscules, lletres més gruixudes o de diferent mida, lletres de diferent color (vermelles o daurades)). Una característica especial són els criptocronogrames, en què les lletres amb valor numèric no destaquen i es mantenen «amagades».
Alguns exemples de cronogrames amb números romans són:
|  | Cronograma al rellotge de sol de l'abadia de Schöntal (Alemanya).                                                                                                  | Magna aeDe haC ereCta, Meas horas De CoreCta, MethoDo neC no perfeCta, More proDeCente speCta, MoDo et posthaC proteCta. | M+D+C+C 1000+500+100+100 = 1700 |
|  | Cronograma sobre l'entrada principal de Sint-Maartenshofje (Hofje de Sant Martí), Maastricht (Països Baixos), sota un relleu de Sant Martí de Tours i el captaire. | MartInI pUra LIberaLItate ConDItUr                                                                                       | M+I+I+U+L+I+L+I+C+D+I+U 1000+1+1+5+50+1+50+1+100+500+1+5 = 1715                                                                              |
|  | Cronograma a l'estàtua a prop de l'església de Dolany (República Txeca).                                                                                           | In honoreM InsIgnIs athLetae DIVI fLorIanI n eXstrVCta                                                                   | I+M+I+I+I+L+D+I+V+I+L+I+I+I+X+V+C 1+1000+1+1+1+50+500+1+5+1+50+1+1+1+10+5+100 = 1729                                                         |
|  | Cronograma a la part sud de la Columna de la Santíssima Trinitat d'Olomouc, Olomouc (República Txeca).                                                             | GLorIa Deo patrI, Deo fILIo, Deo paraCetLo.                                                                              | L+I+D+I+D+I+L+I+D+C+L 50+1+500+1+500+1+50+1+500+100+50 = 1754                                                                                |
|  | Cronograma a l'església de Rupelmonde (Bèlgica). | GLorIose VICIt DraConeM                                                                                                  | L+I+V+I+C+I+D+C+M 50+1+5+1+100+1+500+c+1000 = 1758                                                                                           |
|  | Cronograma al monument commemoratiu de la Masacre de Madéfalva (7 de gener de 1764) (Romania).                                                                     | SICVLICIDIVM (del llatí, massacre dels sículs)                                                                           | I+C+V+L+I+C+I+D+I+V+M 1+100+5+50+1+100+1+500+1+5+1000 = 1764                                                                                 |
|  | Cronograma situat a sobre de l'entrada de l'Hospital de les Cinc Ferides, Hildesheim (Alemanya).                                                                   | CVra bonIfaCII prIMo, qVo praefVIt anno abbas speCtatos CoLLoCat hos CeLares                                             | C+V+I+C+I+I+I+M+V+V+I+C+C+L+L+C+C+L 100+5+1+100+1+1+1+1000+5+5+1+100+100+50+50+100+100+50 = 1770                                             |
|  | Cronograma al peu d'una creu, Uničov (República Txeca). | TVrpIs aMor VeXat ChrIstI DILeCtIo sanat --- aD CrVCeM pLan- gens eXVo tVrpe nefas                                       | V+I+M+V+X+C+I+I+D+I+L+C+I 5+1+1000+5+10+100+1+1+500+1+50+100+1 = 1775 --- D+C+V+C+M+L+X+V+V 500+100+5+100+1000+50+10+5+5 = 1775              |
|  | Cronograma a l'església catòlica romana Sants Simó i Judes a Ootmarsum, Dinkelland (Països Baixos).                                                                | TrIbUs et seX seCU- LIs DetrIta tUrrIs et frontIs teCta fIDes et pIetas DonIs gLorIose renoUarUnt                        | I+V+X+C+V+L+I+D+I+V+I+I+C+I+D+I+D+I+L+I+V+V 1+5+10+100+5+50+1+500+1+5+1+1+100+1+500+1+500+1+50+1+5+5 = 1844                                  |
|  | Cronograma al Monument Prins Bernhard Maastricht, Maastrich (Països Baixos).                                                                                       | HVnC bernharD prInCeps LIbertatIs CeLebranDae CaVsa se CIVIbVs nostrIs traIeCtensIbVs ConIVnCtVs                         | V+C+D+I+C+L+I+I+C+L+D+C+V+C+I+V+I+V+I+I+C+I+V+C+I+V+C+V 5+100+500+1+100+50+1+1+100+50+500+100+5+100+1+5+1+5+1+1+100+1+5+100+1+5+100+5 = 1944 |

- My Day Closed Is In Immortality és un cronograma pur (totes les paraules tenen un valor numéric) i natural (els nombres estan en ordre numèric correcte) que commemora la mort de la reina Elisabeth I d'Anglaterra. Les majúscules (MDCIII) corresponen al número 1603 (1000+500+100+1+1+1), l'any de la mort d'Elizabeth I.
- ChrIstVs DuX ergo trIVMphVs es un cronograma impur (conté una paraula sense valor numèric) que apareix en una moneda de 1627 dedicada a Gustau Adolf de Suècia (1524-1632). Les majúscules ordenades corresponen a l'any MDCXVVVII (1627).[4] Tot i que els cronogrames són relativament escassos a les monedes, moltes inscripcions en medalles incorporen cronogrames.[5]
- En una obra titulada Hugo Grotius his Sophompaneas, publicada el 1652, la data s'indica amb el nom de l'autor: FranCIs GoLDsMIth (100+1+50+500+1000+1 = 1652).
- Un exemple de cronograma breu i concís és sens dubte la paraula llatina LILICIDIVM (50+1+50+1+100+1+500+1+5+1000 = 1709), que significa «massacre dels Lis» (és a dir, dels francesos), fet que va succeir durant batalla de Malplaquet (11 de setembre de 1709), on les forces aliades volien vèncer el «Lys» (el rei de França).
- Una inscripció escrita el 3 de setembre de 1666 al registre dels batejos de Charnoy resumeix en dues paraules el naixement d'una nova ciutat, CaroLoregIUM FUnDatUr («Es funda Charleroi») (100+50+1+5+1000+5+500 = 1666).
- Es poden trobar molts exemples de cronogrames a Alemanya i als països que havien format part del Sacre Imperi Romanogermànic, com Àustria, Hongria, Eslovàquia i la República Txeca. Aquests sovint commemoren la construcció o reforma de cases en forma d'oracions o cites de la Bíblia. Per exemple, SVRGE O IEHOVA ATQVE DISPERGE INIMICOS TVOS («Apareix, oh Senyor!, i destrueix els teus enemics», una versió lleugerament alterada de Sl. 68,2) dona el 1625 (5+1+5+5+500+1+1+1+1000+1+5) com a any de la construcció.

Cronogrames en cases particulars
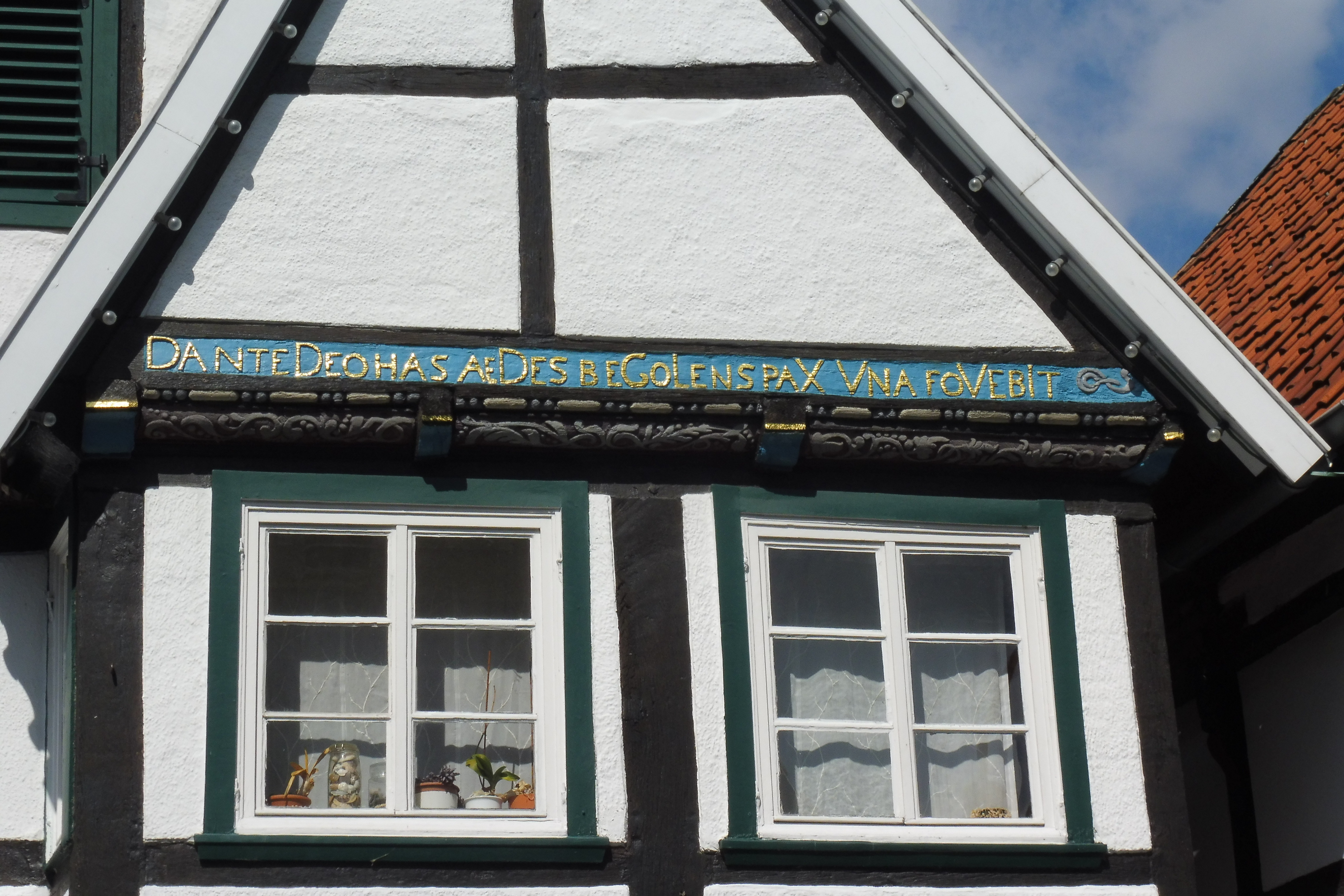
Wiedenbrück (Alemanya), 1671
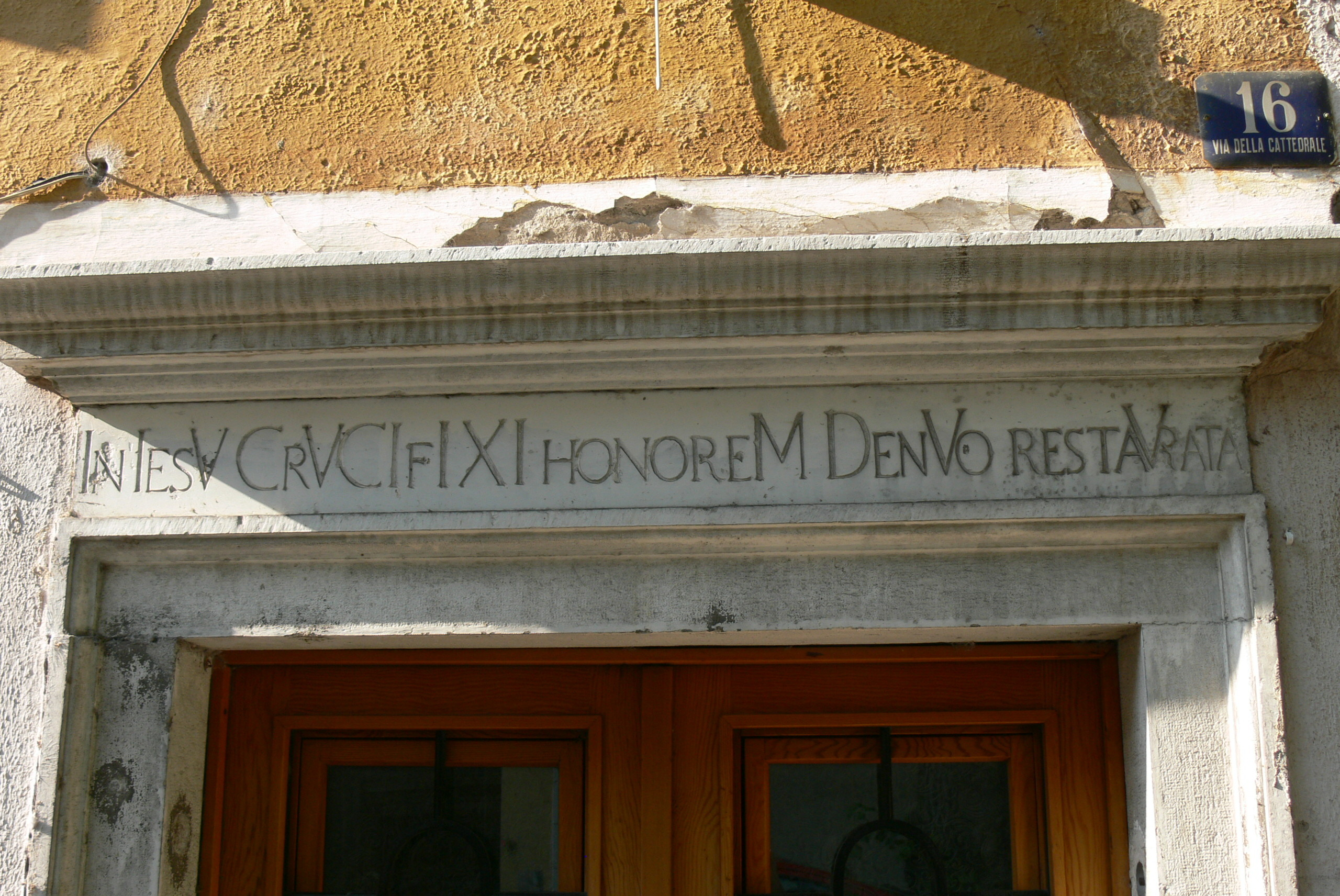
Trieste (Itàlia), 1735
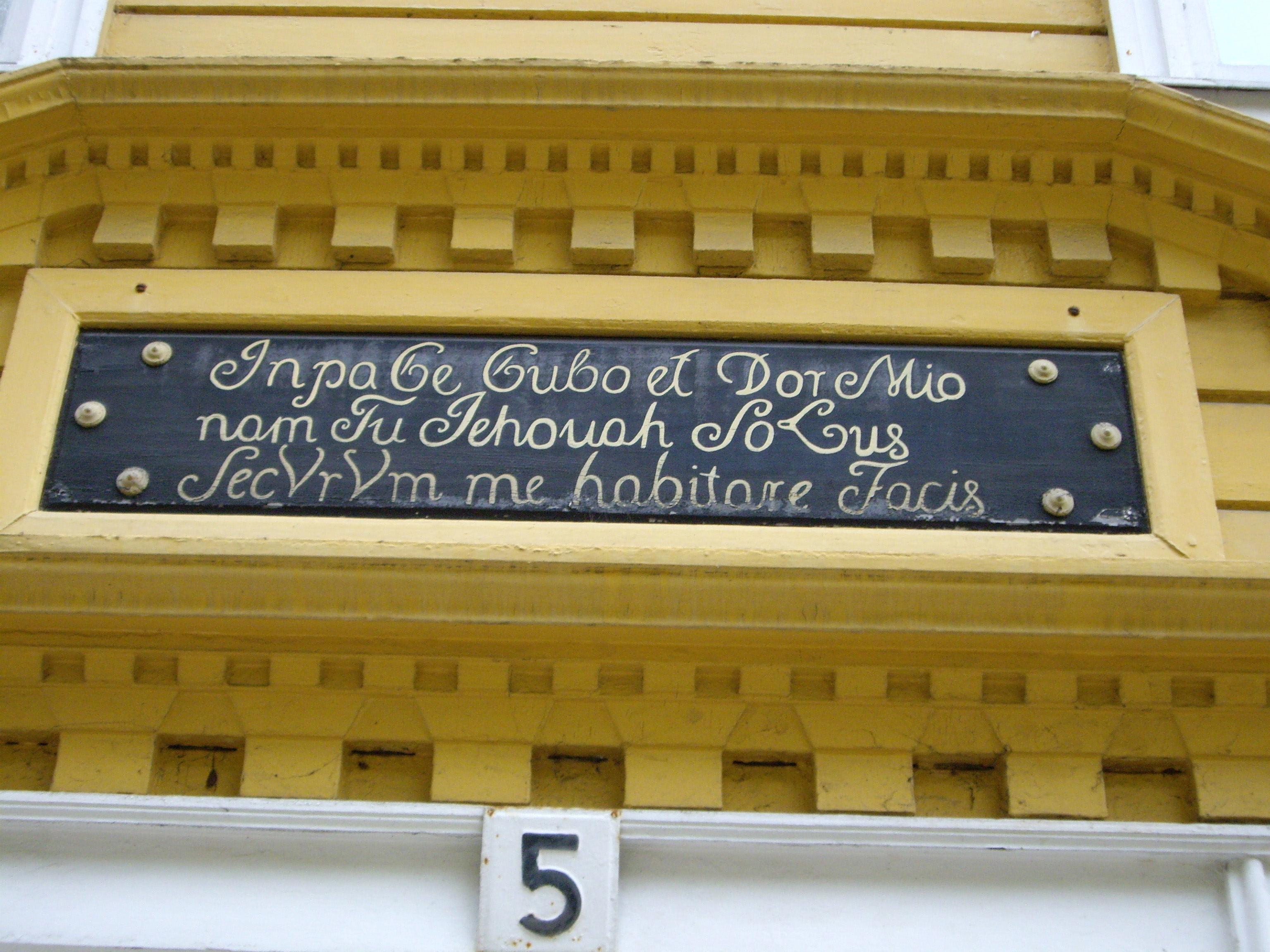
Kungälv (Suècia), 1762
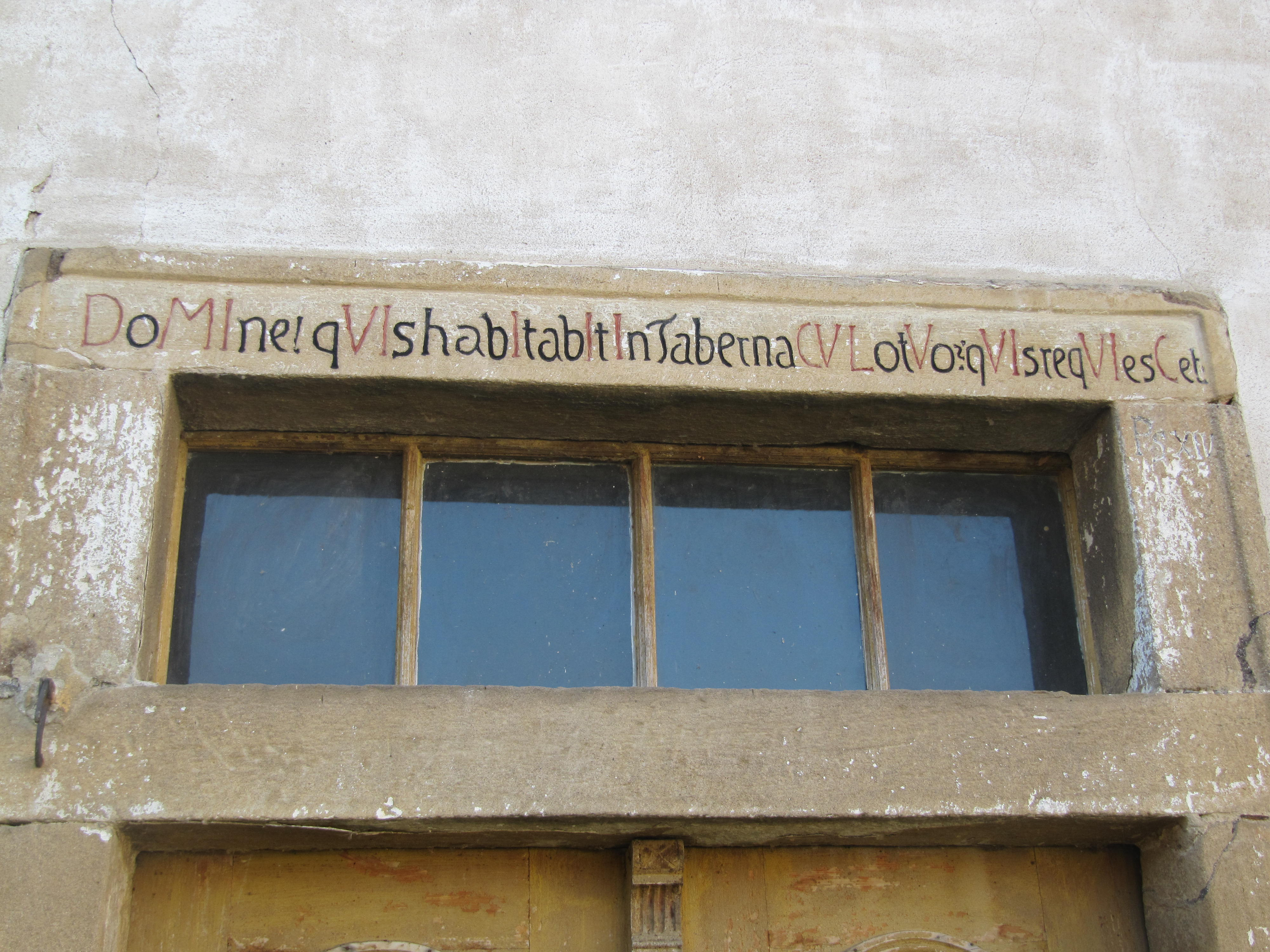
Dolní Věstonice (República Txeca), 1782

- Com antigament eren els clergues qui eren els autors, els cronogrames sovint s'escrivien en llatí. A més, molts d'aquests jocs de paraules pertanyen en gran part al domini religiós, però n'hi ha d'altres com aquest, venjatiu, aparegut en un pòrtic construït el 1918 a Celles amb motiu de l'Armistici de Compiègne, i a on es van cremar dos maniquins de soldats alemanys: HonnIs CoChons grIs, CeLLes VoUs MaUDIt (En honor dels porcs grisos, d'aquells qui us maleeixen) (1+100+100+1+100+50+50+5+5+1000+5+500+1 = 1918), o Mon DIeU, qUe Le graIn est Cher! (Déu meu, que el gra és car!) (1000+500+1+5+5+50+1+100 = 1662), una inscripció feta pel rector de la parròquia de Bourseigne, que així va manifestar, en un registre, el malestar dels seus feligresos el 1662.[6]
- Un doble cronograma, en llatí i anglès, de l'any 1642, diu: TV DeVs IaM propItIVs sIs regI regnoqVe hVIC VnIVerso - OVV noVV sheVV faVoVr to the kIng anD thIs VVhoLe LanD. La frase anglesa demostra que l'origen de la lletra W com a doble V (VV) o doble U (UU) era històricament conegut.

Cronogrames de l'estàtua de Sant Joan Nepomucè (1349-1393), Kisboldogasszony (Àustria)
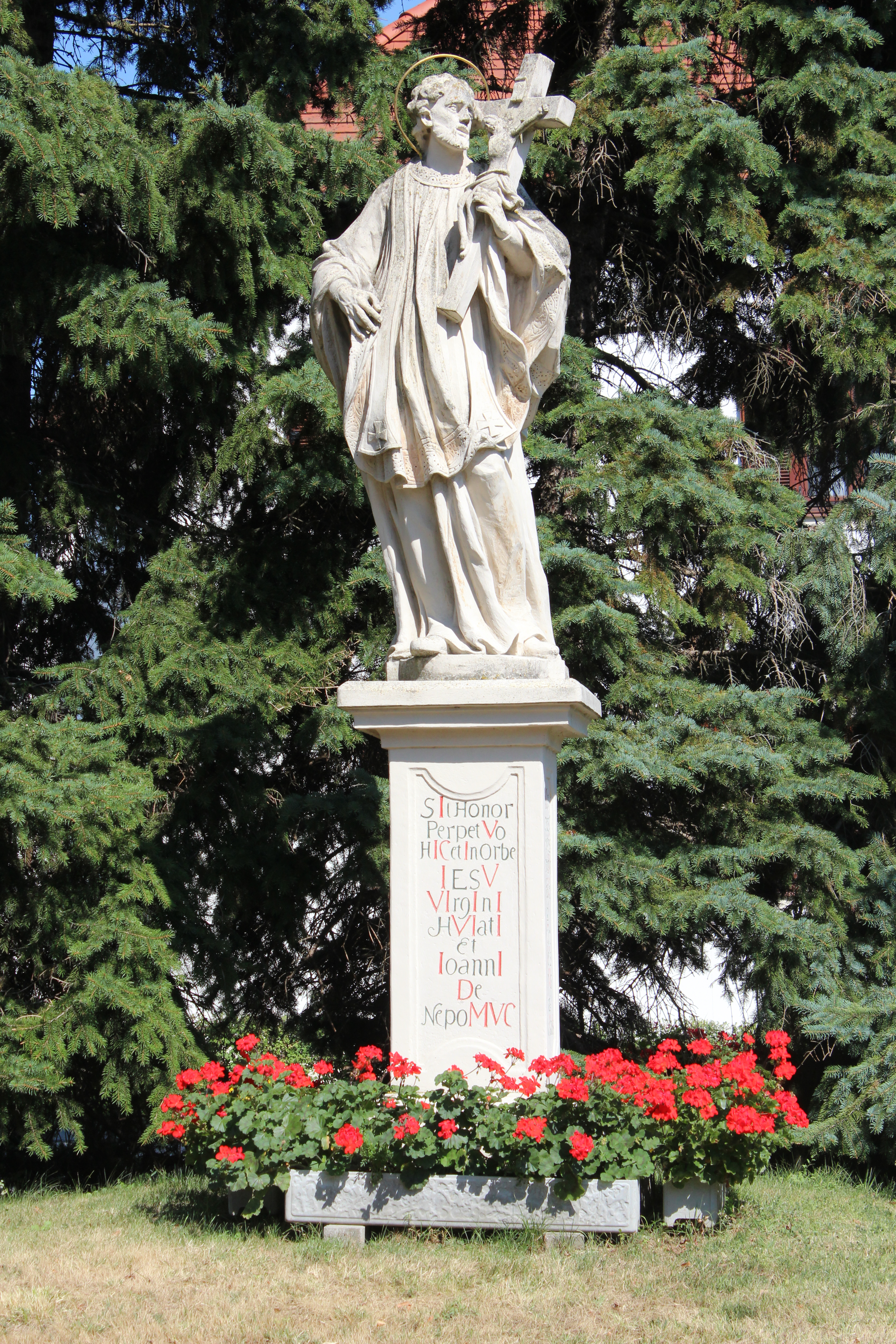
Vista general de l'estàtua
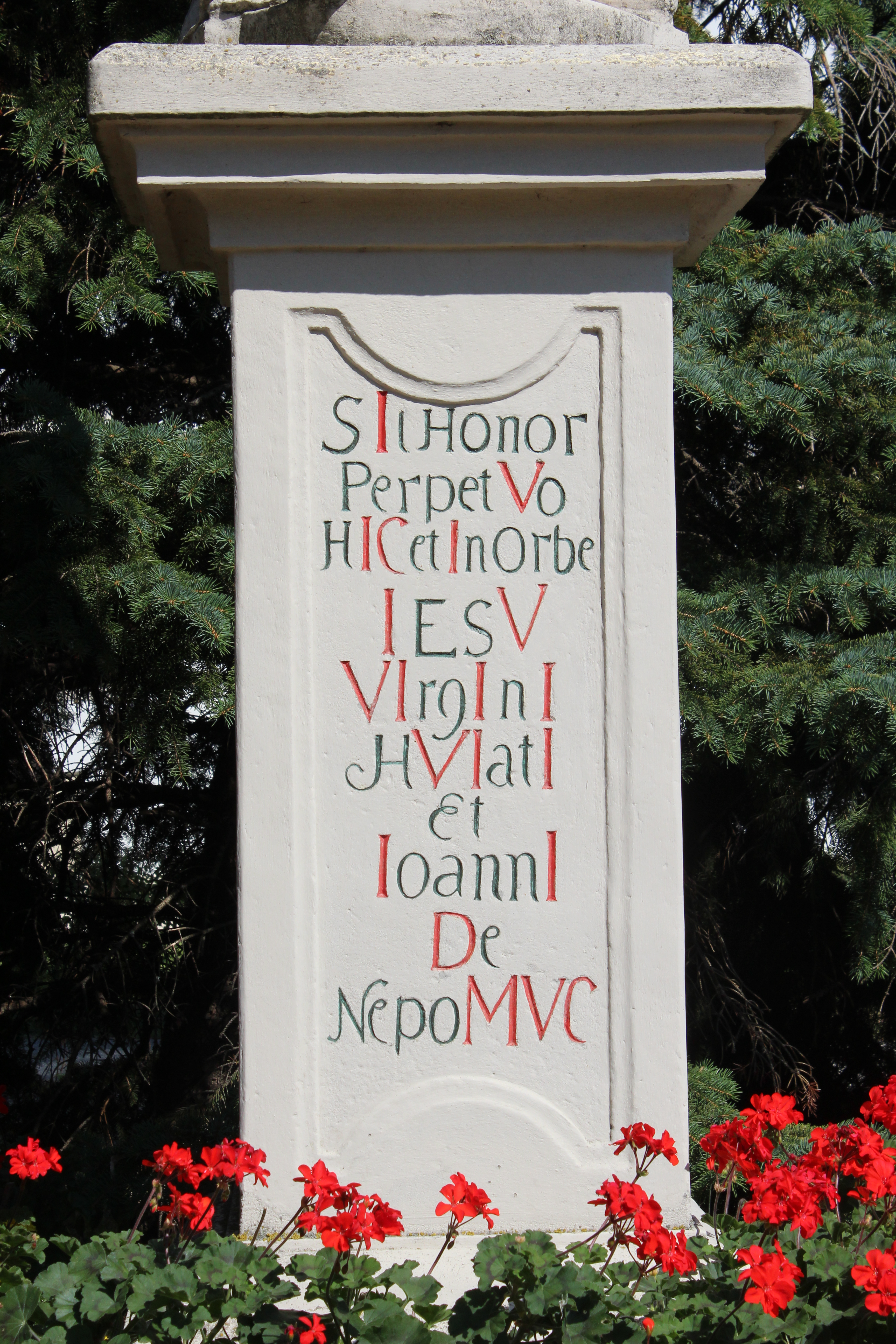
SIt honor perpetVo hIC et In orbe IesV VIrgInI hVIatI et IoannI De nepoMVC, 1736
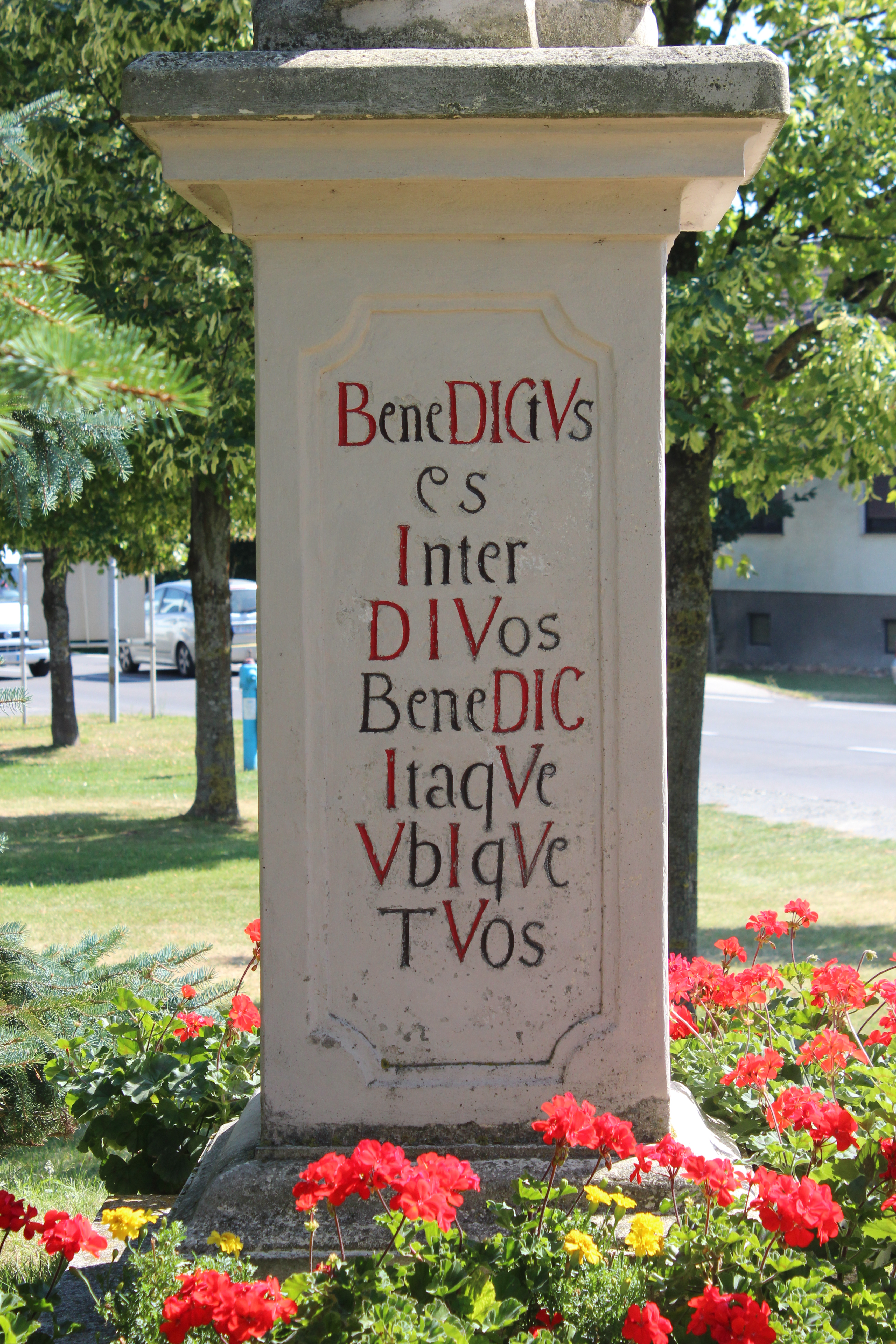
BeneDICtVs es Inter DIVos beneDIC ItaqVe VbIqVe tVos, 1736
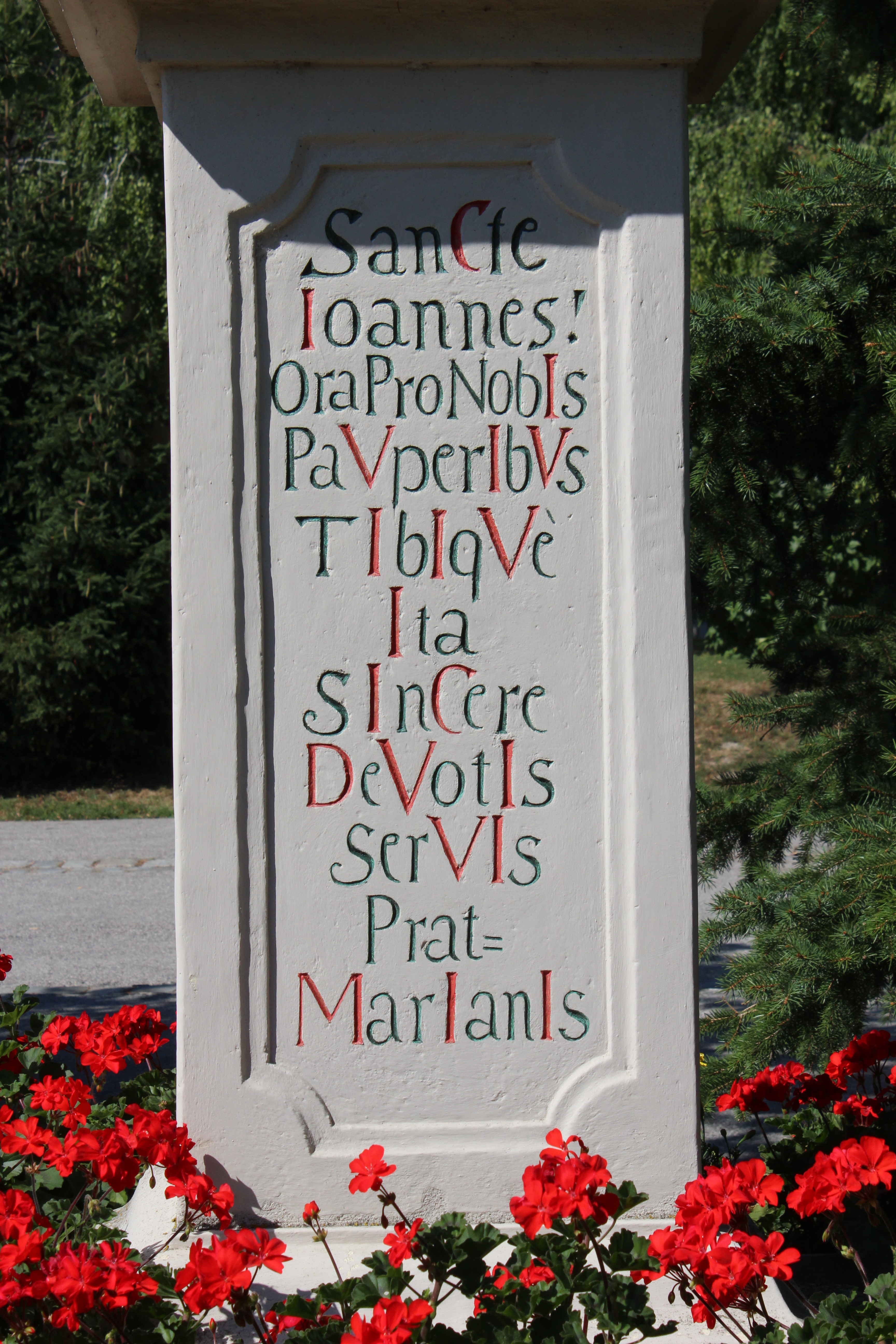
SanCte Ioannes! ora pro nobIs paVperIbVs tIbIqVe Ita sInCere DeVotIs serVIs prat MarIanIs, 1736

## Cronogrames amb números grecs
El valor de les lletres dels cronogrames amb números grecs (numeració moderna) és:
| Α΄      | 1 | Ιʹ | 10 | Ρʹ | 100 | ͵Α | 1000 |
| Β΄      | 2 | Κʹ | 20 | Σʹ | 200 | ͵Β | 2000 |
| Γ΄      | 3 | Λʹ | 30 | Τʹ | 300 | ͵Γ | 3000 |
| Δ΄      | 4 | Μʹ | 40 | Υʹ | 400 | ͵Δ | 4000 |
| Ε΄      | 5 | Νʹ | 50 | Φʹ | 500 | ͵Ε | 5000 |
| Ϛ΄; ΣΤ΄ | 6 | Ξʹ | 60 | Χʹ | 600 | ͵Ϛ | 6000 |
| Ζ΄      | 7 | Οʹ | 70 | Ψʹ | 700 | ͵Ζ | 7000 |
| Η΄      | 8 | Πʹ | 80 | Ωʹ | 800 | ͵Η | 8000 |
| Θ΄      | 9 | Ϟʹ | 90 | Ϡʹ | 900 | ͵Θ | 9000 |

### A l'antiga Grècia
Com que les lletres de l'alfabet grec també es poden interpretar com a nombres en el sistema de numeració grec, els cronogrames eren força habituals i s'han observat en les tragèdies d'Eurípides. En particular, reordenant les lletres del tercer i quart vers iàmbic de cadascuna de les obres d'Eurípides es poden crear nous versos que indiquen la cronologia de l'obra, principalment en referència a l'organització dels antics Jocs Olímpics. Per exemple:
```
πρῶτον μὲν ἡνίκ᾽ ἐμμανὴς Ἥρας ὕπο
 
La primera vegada que vas embogir per Era vas marxar,

Νύμφας ὀρείας ἐκλιπὼν ᾤχου τροφούς
[
10
]
 
abandonant les teves dides, les nimfes del bosc.
```

es reescriu com
```
Ὀλυμπιάς τ`ἦν κἀνενήκοντ' • ἀμφί μ'ῶ
 
Era un Joc Olímpic i noranta. Tu, qui em comentaràs,

φράσων, χρόνου σὺ πέρι μ'ἐροῦ ποιήσεως
 
pregunta'm sobre la data de la composició.
```

que dona el 91è Jocs Olímpics de l'antiguitat (416 aC).

### Época moderna
També es van crear cronogrames amb lletres greges majúscules i majúscules durant l'edat mitjana i el renaixement a Europa occidental, però de forma menys habitual que els cronogrames llatins, com en el següent exemple 
```
τ
Η
ν 
Δ
ο
Ξ
αν 
Κ
ε
Φ
α
ΛΗ
 
Π
α
ΙΔΕ
υτῶν 
ΔΗ
ν 
ΔΙ
ατ
ΗΡΗΙ
. 
Π
ᾶν τ
Ε
 ἀ
ΕΙ ΧΛ
οά
ΗΙ
 τῶ
ΙΔΕ ΔΙΔ
οντ
I ΔΙΙ
 
Que el cap del Doctorat conservi aquests honors verdosos; així Déu vulgui, que floreixi durant tots els temps!
```

on s'obté l'any 1700 sumant els valors numèrics, Η+Δ+Ξ+Κ+Φ+Λ+Η+Π+Ι+Δ+Ε+Δ+Η+Δ+Ι+Η+Ρ+Η+Ι+Π+Ε+Ε+Ι+Χ+Λ+Η+Ι+Ι+Δ+Ε+Δ+Ι+Δ+I+Δ+Ι+Ι (8+4+60+20+500+30+8+80+10+4+5+4+8+4+10+8+100+8+10+80+5+5+10+600+30+8+10+10+4+5+4+10+4+10+4+10+10 = 1700):
També es van utilitzar de cronogrames expressats en grec al sud-est d'Europa durant el període otomà, principalment com a epigrames en fonts i petits monuments.

## Cronogrames amb números hebreus
Hi ha diversos mètodes utilitzats per calcular el valor numèric de lletres, paraules o frases senceres en hebreu / arameu. El valor de les lletres dels cronogrames amb números hebreus (en Mispar Gadol) és:
| א | 1 | י | 10 | ק | 100 |
| ב | 2 | כ | 20 | ר | 200 |
| ג | 3 | ל | 30 | ש | 300 |
| ד | 4 | מ | 40 | ת | 400 |
| ה | 5 | נ | 50 | ך | 500 |
| ו | 6 | ס | 60 | ם | 600 |
| ז | 7 | ע | 70 | ן | 700 |
| ח | 8 | פ | 80 | ף | 800 |
| ט | 9 | צ | 90 | ץ | 900 |

La gran popularitat dels cronogrames de la tradició jueva i la mesura en què han estat cultivats es pot explicar pel fet que són una varietat de la pràctica mística jueva de la gematria.
El primer cronograma de la literatura jueva es troba en un poema hebreu de l'any 1205 de Yehudah ben Shelomoh Alḥarizi (יהודה בן שלמה אלחריזי), mentre que el cronograma llatí més antic data de cinc anys després. Segons Abraham Firkovich (אברהם בן שמואל), els cronogrames hebreus daten del 582, però les inscripcions citades per ell són probablement falsificacions. S'han trobat cronogrames en epitafis del segle xiii dels jueus alemanys.

### Els cronogrames en els epitafis
נפטר ביום כׄ אייר

ונקבר ביום כׄגׄ אייר

שנת תׄרׄצׄהׄ לפׄק
Va morir el dia 20 Iyar

I enterrat el dia 23 Iyar

Any 695 

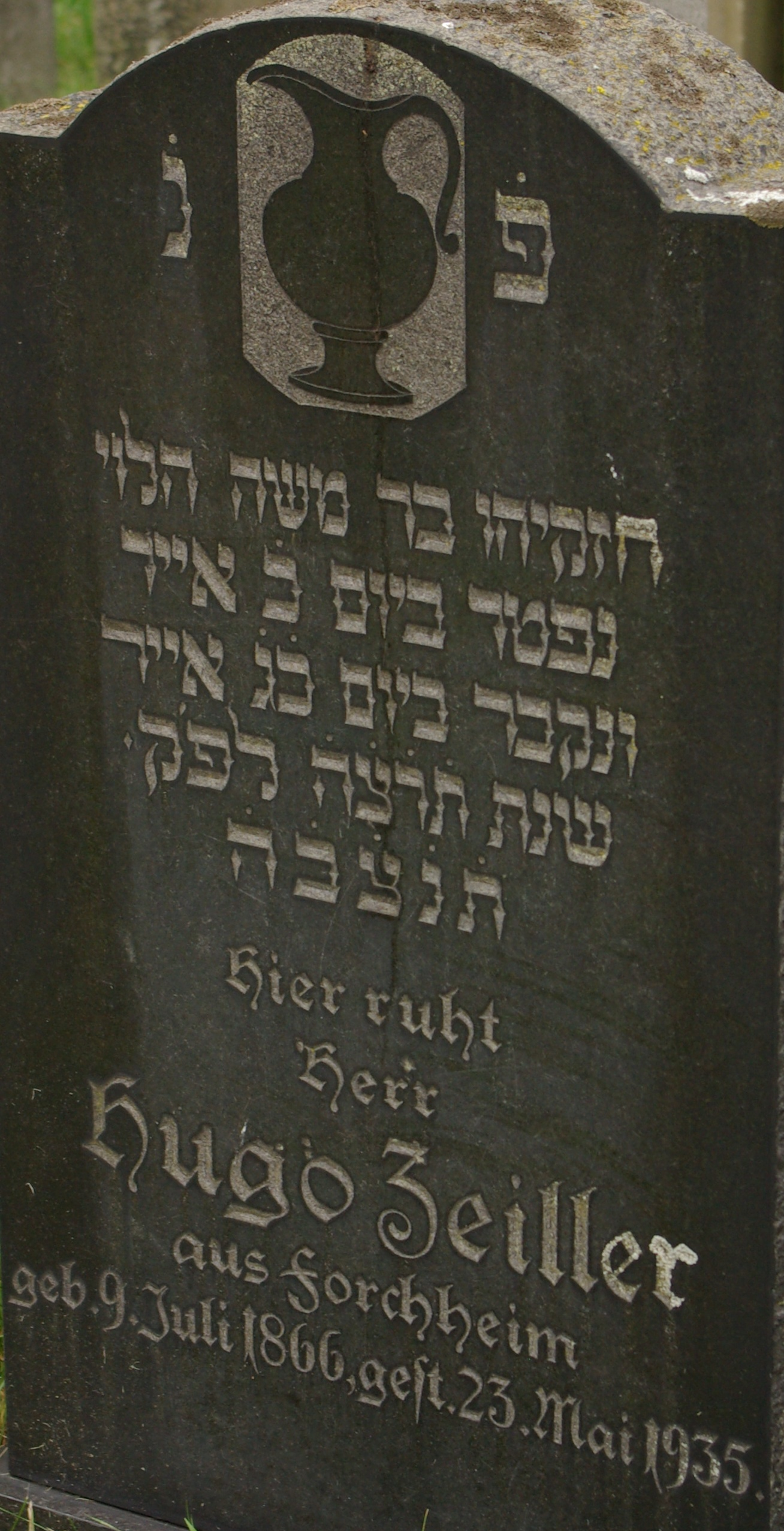
Làpida de 1935 en Baiersdorf (Alemanya), on es pot llegir l'epitafi:
נפטר ביום כׄ אייר
ונקבר ביום כׄגׄ אייר
שנת תׄרׄצׄהׄ לפׄק
En català
Va morir el dia 20 Iyar
I enterrat el dia 23 Iyar
Any 695
Observeu els punts situats a sobre de cada lletra amb valor numèric, i que l'any s'expressa com a data del calendari hebreu sense els milers, és a dir, 695 en lloc de 5695 (1935)

És evident que durant cinc-cents anys es van produir cronogrames en els epitafis dels jueus europeus. Així, les dates dels epitafis de la família d'Asher ben Jehiel (אשר בן יחיאל) a la primera meitat del segle xiv s'indiquen mitjançant cronogrames; i dels seixanta-vuit epitafis de Frankfurt d'aquell segle s'han conservat quatre cronogrames. Sembla que els jueus alemanys tenien poca habilitat en la composició de cronogrames, només hi ha uns vint-i-cinc (i aquests molt senzills) en un total d'unes 6.000 inscripcions.
A Bohèmia i Polònia, els cronogrames en els epitafis es donen amb més freqüència i sovint són molt hàbils; per exemple, l'epitafi del metge Menahem b. Asher Mazzerato, mort a Praga el 1680, diu el següent: איש צדיק ישר חכם וענו האלוף מהר״ר מנחם רופא מומחה ; i el valor numèric de les lletres inicials marcades en ell sumen 440; és a dir, 5440, l'any del calendari hebreu en què va morir Menahem. L'any de la mort del rabí associat de Praga, Zalman, que va morir en el gran incendi de 1689 (5449 del calendari hebreu), està indicat amb les paraules 'באש יצא מאת ד (la suma de les lletres amb valor numèric dona 449).

### Els cronogrames en els llibres
Mentre que la majoria d'epitafis esmenten directament les dates (a més dels cronogrames), molts manuscrits, i un nombre encara més gran de llibres impresos, es daten només amb cronogrames; autors, copistes i tipògrafs rivalitzen entre ells per ocultar les dates en complicats cronogrames, molt difícils de desxifrar. Per tant, encara queden algunes dates de la bibliografia jueva per determinar o almenys rectificar-les. Fins als darrers temps, el costum d'indicar dates mitjançant cronogrames era tan prevalent en la literatura jueva que tots els llibres, tret dels pocs, es dataven amb paraules.
En els primers llibres impresos, els cronogrames constaven només d'una o dues paraules; l'edició Soncino del Talmud, per exemple, té per a la data el cronograma més antic imprès, גמרא (gemara) = 244 (5244 del calendari hebreu; 1484). Per a aquest propòsit, s'utilitzen especialment paraules com רננו (alegreu-vos!), שמחה (alegria), ברנה (amb alegria), ja que expressen felicitat. Més endavant es van utilitzar versos sencers de la Bíblia, o frases d'altres llibres, amb alguna referència al contingut o títol del llibre o al nom de l'autor, editor, impressor, etc.
En oracions més llargues, en què algunes de les lletres no s'utilitzaven en el cronograma, les lletres amb valor numèric estaven marcades per punts, línies o escrites amb un tipus diferent, o es distingien d'altres maneres. Els bibliògrafs han comès nombrosos errors de datació perquè mancaven aquestes marques (es van esborrar o es van ometre). A aquesta confusió s'han d'afegir els diferents mètodes d'indicar els «milers» del calendari hebreu. Les edicions italianes, orientals i de l'antiga Amsterdam designen freqüentment els milers com a לפ״ג ( לפרט גדול, «l'era major»). Les edicions alemanyes i poloneses ometen els milers, considerant només לפ״ק ( לפרט קטן, «l'era menor»); però, ja que ni el primer ni el segon es fan servir al llarg de les respectives edicions, es produeixen molts errors. El següent cronograma que el rabí Samuel Schotten (שמואל שאטין) afegeix a la seva obra Kos ha-Yeshu'ot (Frankfurt, 1711), mostra com poden ser d'artificials i complexos els cronogrames: «Que el que desitgi conèixer l'any de la Creació, que aboqui el contingut de la copa (escriu la paraula «kos», כוס amb ortografia defectuosa = 80) i busqui ajuda (ישועה = 391) en el sisè mil·lenni» (és a dir, 80+391+5000= 5471 del calendari hebreu; 1711). Els dies del mes i la setmana estan indicats de la mateixa manera.
Molts anys importants en la història dels jueus estan indicats pels seus respectius cronogrames; per exemple, l'any 1492 per מזרה («dispersió» = 252, segons Jr. 21, 10, que diu que Déu va dispersar Israel). Aquest va ser l'any en què els jueus van ser expulsats d'Espanya (5252 del calendari hebreu; 1492).

### Els cronogrames en la poesia
La poesia neohebraica, que posava especial èmfasi en el vessant formal del vers, també conreava cronogrames. A la primera meitat del segle xix es van produir diversos poemes hebreus, en què les lletres de cada vers tenen el mateix valor numèric, essent generalment l'any en què va ser escrit. Un poema de cap d'any d'aquest estil que dona l'any 579 (5579 del calendari hebreu; 1819), es troba al Ketab Yosher de Shalom Cohen (ed. Varsòvia, pàg. 146). Dos anys després, Jacob Eichenbaum (יעקב אייכנבוים) va escriure un poema en honor d'un amic, cada línia del qual tenia el valor numèric de 581 (Kol Zimrah, ed. Leipsic, pàg. 50-53). Si bé aquest poema és realment una obra d'art, malgrat l'artifici emprat, els imitadors d'Eichenbaum només han produït rimes amb certs valors numèrics. Avrom Ber Gotlober (אברהם בר גוטלובר) (a Ha-Kokabim, i. 31) va escriure una sàtira excel·lent sobre aquests poemes, amb cada línia del seu poema amb el valor numèric de 618 (5618 del calendari hebreu; 1858). Els dos primers versos del poema són els següents:
עם הלפקים כה אריבה

ולאלה כגמול ידם להם אשיבה
Però fins i tot poetes com I. L. Gordon i A. B. Lewensohn tenen una gran debilitat per לפקים (l'era menor), tot i que només els utilitza en les sobreescriptures dels seus poemes.

## Cronogrames fora d'Europa

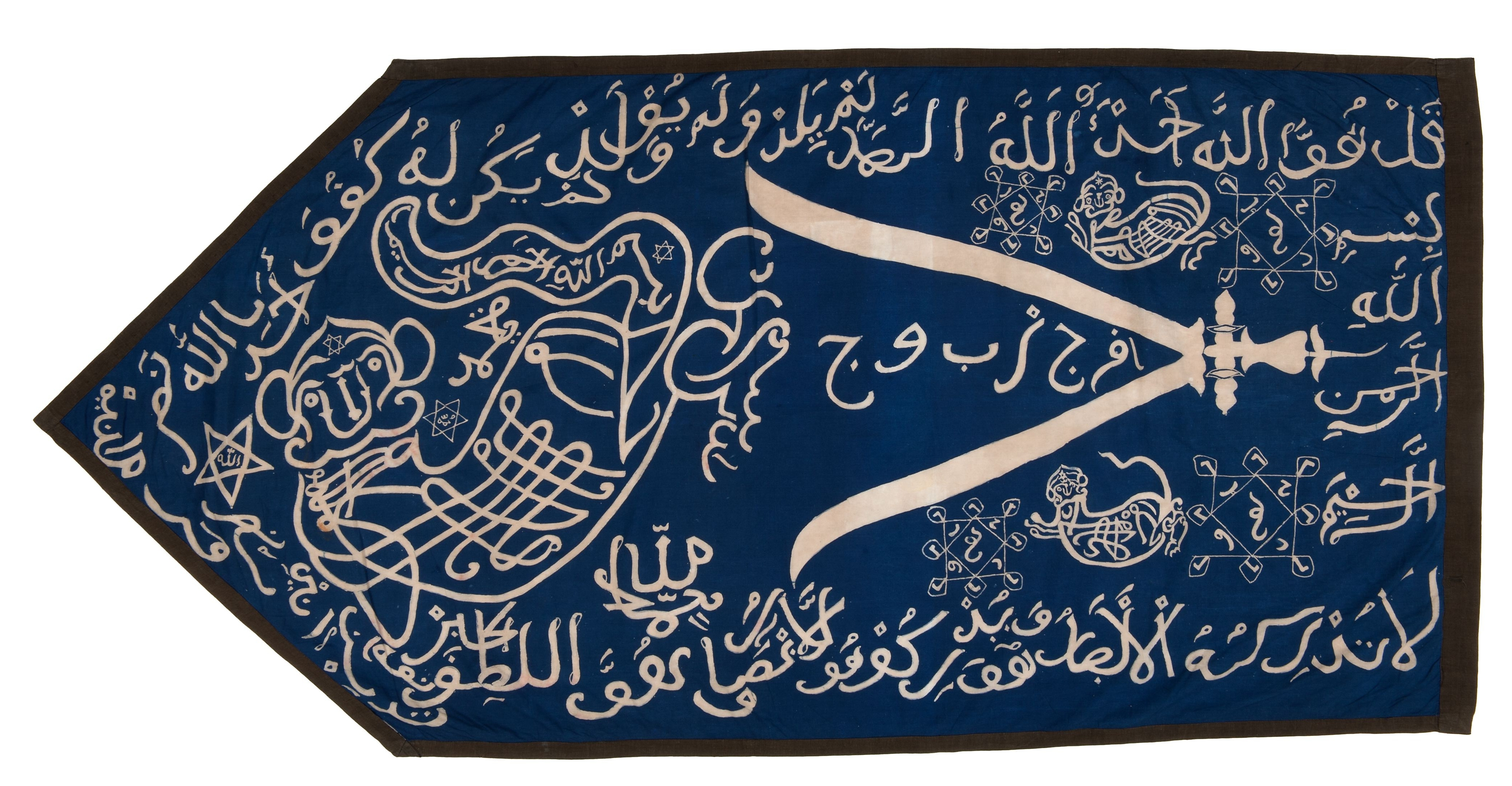
Cronograma amb cal·ligrafia àrab en una bandera de cotó que fa referència a l'any 1776

Els cronogrames també van aparèixer en altres llengües i alfabets, com l'àrab i el sànscrit.
En la tradició hindú-budista de l'antiga Indonèsia, sobretot a l'antiga Java, els cronogrames es van anomenar chandrasengkala i es solien utilitzar en inscripcions per expressar un any determinat al calendari Saka. A determinades paraules se li assignava el seu nombre específic i es formaven frases poètiques a partir d'aquestes paraules seleccionades per descriure esdeveniments particulars que tenien significats numèrics propis. Per exemple, el candrasengkala «sirna ilang kertaning bumi» (la riquesa de la terra va desaparèixer i va disminuir) (sirna = 0, ilang = 0, kerta = 4, bumi = 1) correspon a l'any 1400 al calendari Saka (1478), data de la caiguda de l'imperi Majapahit.